# Kassina jozani
Kassina jozani es una especie de anfibios de la familia Hyperoliidae.
Habita en la foresta de Jozani, en la isla de Unguja, en el archipiélago de Zanzíbar, Tanzania.
Su hábitat natural incluye pantanos, lagos intermitentes de agua dulce y marismas intermitentes de agua dulce.

## Estado de conservación
Se encuentra amenazada de extinción por la pérdida de su hábitat natural.